# Ré dièse mineur

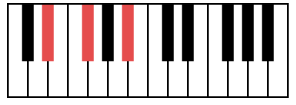
L'accord parfait de ré dièse mineur se compose des notes suivantes : ré♯, fa♯, la♯.

La tonalité de ré dièse mineur se développe en partant de la note tonique ré dièse. Elle est appelée D-sharp minor en anglais et dis-Moll dans l’Europe centrale.
L'armure coïncide avec celle de la tonalité relative Fa dièse majeur.
La tonalité de ré dièse mineur équivaut acoustiquement à celle de mi bémol mineur : un exemple de cette équivalence enharmonie se trouve dans le premier livre du Clavier bien tempéré, dont le prélude n° 8 est en mi bémol mineur, tandis que la fugue qui le suit immédiatement est en ré dièse mineur.

## Modes

### mineur naturel
L’échelle de ré dièse mineur naturel est : ré♯, mi♯, fa♯, sol♯, la♯, si, do♯, ré♯.
- tonique : ré♯
- médiante : fa♯
- dominante : la♯
- sensible : do♯

Altérations : fa♯, do♯, sol♯, ré♯, la♯, mi♯.

### mineur harmonique
L’échelle de ré dièse mineur harmonique est : ré♯, mi♯, fa♯, sol♯, la♯, si, do𝄪, ré♯.
- tonique : ré♯
- médiante : fa♯
- dominante : la♯
- sensible : do𝄪

Altérations : fa♯, do♯, sol♯, ré♯, la♯, mi♯ et do𝄪 (accidentel).

### mineur mélodique
L’échelle de ré dièse mineur mélodique est :
- gamme ascendante : ré♯, mi♯, fa♯, sol♯, la♯, si♯, do, ré♯.
- gamme descendante : ré♯, do♯, si, la♯, sol♯, fa♯, mi♯, ré♯.

## Compositions célèbres en ré dièse mineur
- Étude op. 8 n° 12 de Scriabine
- Ouragan de Romano Musumarra
- Symphonie nº 3 de Schumann - quatrième mouvement